# Путь мужества
Путь мужества (лит. Drąsos Kelias), в некоторых СМИ также известна как Путь храбрости — литовская политическая партия популистской направленности, основанная в 2012 году.

## Краткая история
Партию основали сторонники Драсюса Кедиса (1972—2010), который стал скандально известен в связи с обвинениями в убийстве двух человек, якобы насиловавших его малолетнюю дочь Дейманте. Кедюс умер при неизвестных обстоятельствах в 2010 году; пресса полагала, что родственники и друзья убитых ему отомстили. Среди сторонников и основателей партии — сестра Драсюса, парикмахер и судья Неринга Венцкене. Название партии перекликается с именем Драсюс, переводящемся с литовского как «храбрость».
Программа партии предполагает борьбу с коррупцией в Литве и изменения в судебной системе. Лидером партии является бывший ксёндз города Гарлява Йонас Варкала. Партия на выборах 2012 года неожиданно набрала 8% голосов и получила 7 мест в Сейме Литвы, но потеряла все места на следующих выборах. Во время пребывания в парламенте партия инициировала расследования в отношении крупных чиновников, в ответ на что её нередко обвиняли в пророссийской и кремлёвской пропаганде.
После 2016 года её члены участвовали в создании партии Литовский список

## Депутаты Сейма от партии
- Неринга Венкцене (род. 1971), судья и парикмахер, старшая сестра Друсюса Кедиса.
- Йонас Варкала (род. 1951), ксёндз
- Аурелия Станчикене (род. 1966), архитектор
- Альгирдас Патацкас (род. 1943), политик
- Витаутас Матулявичюс (род. 1952), журналист
- Повилас Гилис (род. 1948), экономист
- Вальдас Василяускас (род. 1951), журналист[6]
- Брундза, Стасис Казимирович c 1 июля 2014 по 13 ноября 2016.